# 第69届威尼斯电影节
第69屆威尼斯影展於2012年8月29日至9月8日在威尼斯麗都島。由美國導演麥可·曼恩擔任正式競賽單元評審團主席。開幕片是印度導演米拉·奈兒執導的《拉合爾茶館的陌生人》。閉幕片是法國導演吉恩-皮耶·亞莫斯執導的《笑面人》。這是前任主席馬可·穆勒離任後，新任影展主席阿貝托·巴貝拉上後主辦的第一屆影展。
韓國導演金基德執導的電影《聖殤》奪得金獅獎，成為首部獲得金獅獎的韓國電影。

## 評審團

### 正式競賽
- 迈克尔·曼：導演。（評審團主席）[5]
- 薩曼莎·摩頓：演員。
- 陈可辛：導演。
- 蕾蒂西娅·卡斯特：演員、模特。
- 马提欧·加洛尼：導演。
- ／ 烏蘇拉·梅耶：導演。
- 阿里·福尔曼：導演。
- 玛丽亚·阿布拉莫维奇：表演藝術家。
- 帕布罗·查比罗：導演。

## 官方單元

### 正式競賽
以下18部电影参与角逐金狮奖：
| 中文片名           | 原文片名              | 導演                        | 製作國                      |
| ------------------ | --------------------- | --------------------------- | --------------------------- |
| 《五月風暴》       | Après mai             | 奥利维耶·阿萨亚斯           | 法國                        |
| 《愛的機密》       | At Any Price          | 拉敏·巴哈尼                 | 美国                        |
| 《世紀教主》       | The Master            | 保羅·湯瑪斯·安德森          | 美国                        |
| 《沉睡美人》       | Bella addormentata    | 馬可·貝羅奇奧               | 法國、 義大利               |
| 《第五個季節》     | La cinquième saison   | 彼得·布洛森 潔西卡·伍德沃斯 | 比利时、 荷蘭、 法國        |
| 《填补空白》       | למלא את החלל          | 拉玛·布什顿                 | 以色列                      |
| 《他的兒子》       | È stato il figlio     | 丹尼爾·希普立               | 義大利                      |
| 《特殊的日子》     | Un giorno speciale    | 法蘭切斯卡·寇蒙契尼         | 義大利                      |
| 《激情》           | Passion               | 布萊恩·狄帕瑪               | 法國、 德国、 西班牙、 英国 |
| 《超級巨星》       | Superstar             | 札維耶·賈諾利               | 法國、 比利时               |
| 《圣殇》           | 피에타                | 金基德                      |                             |
| 《極惡非道2》      | アウトレイジ ビヨンド | 北野武                      | 日本                        |
| 《放浪青春》       | Spring Breakers       | 哈莫尼·科林                 | 美国                        |
| 《愛·穹蒼》        | To the Wonder         | 泰倫斯·馬利克               | 美国                        |
| 《出讓丈夫的女人》 | Sinapupunan           | 布里蘭特·曼多薩             | 菲律賓                      |
| 《威靈頓戰線》     | Linhas de Wellington  | 瓦萊莉亞·薩米恩托           | 葡萄牙、 法國               |
| 《天堂：信》       | Paradies: Glaube      | 尤里西·塞德尔               | 奥地利、 法國、 德国        |
| 《愛從背叛開始》   | Измена                | 基里爾·賽勒布倫尼科夫       | 俄羅斯                      |

## 获奖名单
- 金狮奖：《圣殇》 - 金基德[8]
- 評審團特別獎：《天堂：信仰》 - 伍瑞克·賽德爾
- 最佳導演銀獅獎：保罗·托马斯·安德森 - 《世紀教主》
- 最佳劇本獎：奥利维耶·阿萨亚斯 - 《五月之后》
- 最佳男演員獎：杰昆·菲尼克斯、菲利普·塞默·霍夫曼 - 《世紀教主》
- 最佳女演員獎：哈达斯·雅伦 - 《填补空白》
- 金奧塞拉獎（英语：Golden Osella）：：丹尼爾·希普立（英语：Daniele Cipri）（攝影） - 《他的兒子（義大利語：È stato il figlio）》
- 最佳新演員獎：法布里奇奧·法爾科（義大利語：Falco Fabrizio） - 《他的兒子（義大利語：È stato il figlio）》、《沉睡美人》

### 會外獎項
- 費比西國際影評人獎：
  - 正式競賽單元：《世紀教主》 - 保罗·托马斯·安德森
  - 地平線單元：《禁閉戀人（義大利語：L'intervallo）》 - 李奧納多·狄·柯斯塔佐（義大利語：Leonardo Di Costanzo）

### 地平線單元
- 地平線獎：《三姊妹》 - 王兵
- 評審團特別獎：《奔向自由的探戈（英语：Tango libre）》 - 法雷德利克·方泰納（英语：Frédéric Fonteyne）
- 最佳短片獎：《邀请函》 - Min-Young Yoo
- 最佳處女作獎：《kuf》 - Ali Aydın

终身成就奖
- 法蘭西斯科·羅西